# 選角風雲
《選角風雲》（英語：The Audition）是一部2015年由馬田·史高西斯執導的短片。主演是羅拔·迪尼路和里安納度·狄卡比奧，飾演他們自己的虛構化版本，講述他們去亞洲旅行並為史高西斯的下一部電影角色而互相鬥爭。
本短片是為宣傳澳門新濠影滙而創作的，這是史高西斯第一部由迪尼路和狄卡比奧主演的電影，兩位演員曾在過往分別地與馬田·史高西斯合作好幾次，但他們三人從未一起合作過。畢·彼特在本片中客串，也飾演他自己的虛構化版本。

## 演員
- 羅拔·迪尼路 飾演 他自己
- 里安納度·狄卡比奧 飾演 他自己
- 畢·彼特 飾演 他自己
- 馬田·史高西斯 飾演 他自己

## 製作
本片由新濠博亞娛樂資助拍攝，配合新濠影滙渡假酒店和賭場的落成。這部短片的預算約為7,000萬美元，據報導，每個演員不到兩天的工作就得到了1300萬美元的報酬。
編劇是泰倫斯·溫特，導演史柯西斯曾和他合作過《華爾街之狼》、《海濱帝國》。拍攝過程均在紐約市內完成，進行不到一周便殺青。由於拍片期間賭場尚未完工，因此必須以3D後製彌補場景上的不足。

## 發行
2015年10月27日，《選角風雲》在澳門的新濠影滙娛樂場及度假村正式全球首映，史柯西斯、迪尼洛、迪卡皮歐和製片人布萊特·瑞納都參加了首映禮。
2015年10月3日，《選角風雲》在韓國第20屆釜山國際電影節上放映。該短片原本要在2015年9月7日的威尼斯電影節上放映，但據報導由於技術問題被取消，傳聞取消影片的原因是，有人認為這部電影是作為宣傳片的色彩，高過其中的藝術價值。
迄今為止，這部短片從未進行過商業發行。但是，為了進一步宣傳新濠影滙，它在香港和中國大陸的電影放映前作為廣告放映。

## 外部連結
- 互联网电影数据库（IMDb）上《選角風雲》的资料（英文）